# Alison Blunt
Alison Blunt (Mombasa, Kenia, 1971) is een Britse violiste en componiste in de geïmproviseerde muziek.

## Biografie
Alison Blunt groeide op in Lake District en studeerde klassiek viool aan het conservatorium in Birmingham, (Bachelor) en aan Guildhall School of Music and Drama (Master). Sindsdien werkt ze in verschillende ensembles zoals het Berlin Improvisers Orchestra en het London Improvisers Orchestra, verder werkte ze mee aan verschillende dans-, theater-, video- en filmprojecten. Ze speelde onder andere met Lawrence Casserley, Tristan Honsinger, Dominic Lash, Tony Marsh, Marcio Mattos, Magda Mayas, Horst Nonnenmacher, Gino Robair, John Russell, Mark Sanders, Ignaz Schick, Harri Sjöström, Roger Turner, Ute Wassermann, Els Vanderweyer, Guillaume Viltard, Veryan Weston en Michael Zerang.

## Weblinks
- Website Alison Blunt
- Alison Blunt in de database van AllMusic
- Blunt Discografie op Discogs